# Jean-François Quintin
Pour les articles homonymes, voir Quintin.
Jean-François Quintin (né le 28 mai 1969 à Saint-Jean-sur-Richelieu, Québec au Canada) est un ancien joueur professionnel canadien de hockey sur glace.

## Carrière de joueur
Après une bonne carrière junior dans la Ligue de hockey junior majeur du Québec, il fut repêché par les North Stars du Minnesota. Il débuta avec leur club-école, les Wings de Kalamazoo. Il ne resta que deux saisons dans l'organisation étant réclamé par les Sharks de San José en 1991.
C'est avec ce club qu'il joua ses seules parties dans la Ligue nationale de hockey sur deux saisons. Il marqua son premier but dans la ligue lors de sa seconde partie. Lors de cette soirée, les Sharks affrontaient les Nordiques de Québec. Il inscrit le but face à Stéphane Fiset sur une passe de Pat Falloon.
Par la suite, il joua plusieurs saisons avec les Blades de Kansas City, les aidant à remporter une Coupe Turner en 1992. Il termina sa carrière en Allemagne en 2003.

## Statistiques
| Saison     | Équipe                                | Ligue               |    | Saison régulière | Saison régulière | Saison régulière | Saison régulière | Saison régulière |   | Séries éliminatoires | Séries éliminatoires | Séries éliminatoires | Séries éliminatoires | Séries éliminatoires |
| Saison     | Équipe                                | Ligue               | PJ | B                | A                | Pts              | Pun              | PJ               | B | A                    | Pts                  | Pun                  |                      |                      |
| 1984-1985  | Riverains de Saint-Jean-sur-Richelieu | QAAA                | 3  | 0                | 0                | 0                | 0                | 6                | 4 | 3                    | 7                    | 0                    |                      |                      |
| 1985-1986  | Riverains de Saint-Jean-sur-Richelieu | QAAA                | 38 | 34               | 46               | 80               | 46               | 7                | 4 | 7                    | 11                   | 2                    |                      |                      |
| 1986-1987  | Cataractes de Shawinigan              | LHJMQ               | 42 | 1                | 9                | 10               | 17               | 10               | 0 | 2                    | 2                    | 2                    |                      |                      |
| 1987-1988  | Cataractes de Shawinigan              | LHJMQ               | 70 | 28               | 70               | 98               | 143              | 11               | 5 | 8                    | 13                   | 26                   |                      |                      |
| 1988-1989  | Cataractes de Shawinigan              | LHJMQ               | 69 | 52               | 100              | 152              | 105              | 10               | 9 | 15                   | 24                   | 16                   |                      |                      |
| 1989-1990  | Wings de Kalamazoo                    | LIH                 | 68 | 20               | 18               | 38               | 38               | 10               | 8 | 4                    | 12                   | 14                   |                      |                      |
| 1990-1991  | Wings de Kalamazoo                    | LIH                 | 78 | 31               | 43               | 74               | 64               | 9                | 1 | 5                    | 6                    | 11                   |                      |                      |
| 1991-1992  | Blades de Kansas City                 | LIH                 | 21 | 4                | 6                | 10               | 29               | 13               | 2 | 10                   | 12                   | 29                   |                      |                      |
| 1991-1992  | Sharks de San José                    | LNH                 | 8  | 3                | 0                | 3                | 0                | -                | - | -                    | -                    | -                    |                      |                      |
| 1992-1993  | Blades de Kansas City                 | LIH                 | 64 | 20               | 29               | 49               | 169              | 11               | 2 | 1                    | 3                    | 16                   |                      |                      |
| 1992-1993  | Sharks de San José                    | LNH                 | 14 | 2                | 5                | 7                | 4                | -                | - | -                    | -                    | -                    |                      |                      |
| 1993-1994  | Blades de Kansas City                 | LIH                 | 41 | 14               | 19               | 33               | 117              | -                | - | -                    | -                    | -                    |                      |                      |
| 1994-1995  | Blades de Kansas City                 | LIH                 | 63 | 23               | 35               | 58               | 130              | 19               | 2 | 9                    | 11                   | 57                   |                      |                      |
| 1995-1996  | Blades de Kansas City                 | LIH                 | 77 | 26               | 35               | 61               | 158              | 5                | 0 | 3                    | 3                    | 20                   |                      |                      |
| 1996-1997  | Blades de Kansas City                 | LIH                 | 21 | 3                | 5                | 8                | 49               | 2                | 0 | 0                    | 0                    | 2                    |                      |                      |
| 1997-1998  | Blades de Kansas City                 | LIH                 | 79 | 22               | 37               | 59               | 126              | 11               | 3 | 6                    | 9                    | 34                   |                      |                      |
| 1998-1999  | HDD Olimpija Ljubljana                | Alpenliga           | 19 | 14               | 16               | 30               | -                | -                | - | -                    | -                    | -                    |                      |                      |
| 1999-2000  | Starbulls de Rosenheim                | DEL - Abstiegsrunde | 11 | 8                | 8                | 16               | 28               | -                | - | -                    | -                    | -                    |                      |                      |
| 1999-2000  | Starbulls de Rosenheim                | DEL                 | 55 | 13               | 35               | 48               | 197              | -                | - | -                    | -                    | -                    |                      |                      |
| 2000-2001  | ESC Moskitos Essen                    | DEL                 | 54 | 15               | 32               | 47               | 217              | -                | - | -                    | -                    | -                    |                      |                      |
| 2001-2002  | DEG Metro Stars                       | DEL                 | 38 | 8                | 6                | 14               | 69               | -                | - | -                    | -                    | -                    |                      |                      |
| 2002-2003  | DEG Metro Stars                       | DEL                 | 47 | 12               | 21               | 33               | 94               | 5                | 1 | 1                    | 2                    | 26                   |                      |                      |
| Totaux LNH | Totaux LNH                            | Totaux LNH          | 22 | 5                | 5                | 10               | 4                | -                | - | -                    | -                    | -                    |                      |                      |

## Trophées et honneurs personnels
- Ligue de hockey junior majeur du Québec
  - 1989 : nommé dans la 2e équipe d'étoiles
- Ligue internationale de hockey
  - 1992 : remporte la Coupe Turner avec les Blades de Kansas City

## Transactions en carrière
- 30 mai 1991 : réclamé par les Sharks de San José des North Stars du Minnesota lors du Repêchage d'expansion de 1991.